# Fulgurodes luparia
Fulgurodes luparia là một loài bướm đêm trong họ Geometridae.